# AS Kasserine
Avenir Sportif de Kasserine (arabisch المستقبل الرياضي بالقصرين, DMG al-mustaqbal ar-riyāḍī bi-l-Qaṣrayn), kurz AS Kasserine, ist ein tunesischer Fußballverein aus der Stadt Kasserine. Der Klub wurde 1948 gegründet und spielte mehrfach in der ersten Liga Tunesiens.

## Erfolge
- Meister in der zweithöchsten Liga
  - 1992, 2015
- Meister in der dritthöchsten Liga
  - 1972, 1976, 1984, 2001, 2003

- Tunesischer Fußball-Pokal
  - Achtelfinale: 1985, 1986, 1993, 1995, 1998, 2010, 2015, 2023
  - Viertelfinale: 2011

## Ehemalige Spieler
- Karim Haggui, der spätere tunesische Nationalspieler begann seine Karriere bei AS Kasserine, bevor er unter anderem für RC Strasbourg, Bayer 04 Leverkusen und Hannover 96 in Europa spielte.
- Anis Boussaïdi, ebenfalls Nationalspieler, durchlief in jungen Jahren die Ausbildung bei AS Kasserine, ehe er eine internationale Karriere begann, unter anderem bei Red Bull Salzburg und Metalurh Donezk.